# OnePlus
OnePlus Technology (Shenzhen) Co., Ltd. (čínsky znaky 一加科技) je čínský výrobce mobilních telefonů a k nim přidruženého operačního softwaru Oxygen OS a Hydrogen OS založeného na operačním systému Android. Od verze Androidu 12 probíhá slučování systémové nástavby s nástavbou mateřské firmy Oppo, která má systém s názvem ColorOS. V roce 2023 vyrobila svůj první tablet. Společnost vyrobila i chytré hodinky a soustředí se i na tvorbu sluchátek a příslušenství k chytrým telefonům. 
OnePlus byl založena v roce 2013 Carlem Peiem a Pete Lauem a sídlí v Šen-čenu v Číně. Své telefony pojmenovává názvem firmy a přidává k němu číslici, písmeno nebo jejich kombinaci. Je dceřinou firmou společnosti Oppo, kterou vlastní BBK Electronics. BBK vlastní i firmu Vivo, která je sesterskou firmou společnosti Oppo.

## Přehled smartphonů
1. OnePlus One[4]
2. OnePlus 2[5][6]
3. OnePlus X[7]
4. OnePlus 3[8]
5. OnePlus 3T[9]
6. OnePlus 5[10][11]
7. OnePlus 5T[12]
8. OnePlus 6[13]
9. OnePlus 6T[14]
10. OnePlus 6T McLaren Edition[15]
11. OnePlus 7 a OnePlus 7 Pro[16]
12. OnePlus 7T
13. OnePlus 7T Pro
14. OnePlus 7T Pro 5G McLaren
15. OnePlus 8
16. OnePlus 8 Pro[17]
17. OnePlus Nord
18. OnePlus 8T
19. OnePlus Nord N100
20. OnePlus Nord N10 5G
21. OnePlus 8T Cyberpunk 2077 Edition
22. OnePlus 9
23. OnePlus 9 Pro
24. OnePlus Nord 2 5G
25. OnePlus Nord N200 5G
26. OnePlus Nord CE 2 5G
27. OnePlus 10 Pro 5G
28. OnePlus Ace
29. OnePlus 10T 5G[18]
30. OnePlus 11[19]
31. OnePlus Ace 2
32. OnePlus Ace 2V[20]
33. OnePlus Nord CE 3 Lite 5G[21]
34. OnePlus Pad[22]
35. OnePlus 12[23]